# Lingue sama-bajaw
Le lingue sama-bajaw (o lingue sama-bajau) sono un gruppo di lingue maleo-polinesiache parlate nelle Isole Sulu, tra le Filippine e il Borneo.

## Storia
Blust (2007) stima che il vocabolario delle lingue sama-bajaw, permette di localizzare il loro luogo d'origine, prima della dispersione, nel Sud della regione di Sabah, nel Borneo settentrionale. Ha, anche avanzato un'ipotesi  per spiegare la ripartizione attuale ed il nomadismo dei Bajau: secondo lui, questi ultimi avrebbero preso parte all'espansione dei  Malesi dalla città-stato di Sriwijaya, nel Sud-Est di Sumatra, nel corso del IX secolo. Questo stato avrebbe utilizzato i Bajau per controllare la via settentrionale delle spezie, che arrivava dalle Molucche, passando per Mindanao e le Sulu. Questa rotta corrisponde  alla ripartizione attuale dei Bajau. Questa  tesi permetterebbe anche di spiegare la presenza di un fondo antico di vocabolario malese in queste lingue.

## Distribuzione geografica
Le lingue sama-bajaw sono parlate dai Bajau, uno dei gruppi di popolazioni conosciuti col nome di «nomadi del mare». Per questo fatto si sono espansi su di un vasto territorio dal Sud di Luzon nelle Filippine, dove si parla la lingua abaknon, fino a Timor ovest. Il cuore del popolamento bajau si situa sull'arcipelago delle Sulu e sulla  costa  del Borneo nord-orientale, fino all'isola Sulawesi Settentrionale.

## Classificazione
Per alcuni linguisti, queste lingue potrebbero essere apparentate ai differenti gruppi di lingue barito, con le quali formerebbero il gruppo di lingue gran barito. Per il linguista Robert Blust invece, formerebbero un quarto ramo di questo gruppo.
Adelaar, che non accredita l'ipotesi del  gran barito, classifica le lingue sama-bajau come uno dei sottogruppi che costituirebbero il gruppo delle lingue maleo-polinesiache occidentali.
Gray, Drummond et Greenhill, applicando un metodo filogénetico ad una serie di dati lessicali, suggeriscono un collegamento delle lingue sama-bajau con quelle delle Filippine, ma questo collegamento non pare ben provato.

### Classificazioni interne
Secondo Akamine le lingue sama-bajaw sarebbero le seguenti:
- Lingua inabaknon o abaknon
- Lingua balangingi o bangingih sama
- Lingua sama centrale
- Lingua pangutaran sama
- Lingua sama meridionale
- Lingua yakan
- Lingua mapun
- Lingua bajau della costa occidentale
- Lingua bajau indonesiana

Secondo Ethnologue.com le lingue sama-bajaw sarebbero 8 e dovrebbero essere classificate secondo il seguente schema: 
(tra parentesi tonda il numero di lingue che formano ogni gruppo e la zona dove vengono parlate)
[tra parentesi quadra il codice internazionale di classificazione]
- Abaknon (1)
  - Lingua inabaknon  [abx] (Filippine)
- Sulu-Borneo (7)
  - Bajau della costa del Borneo (3)
    - Lingua bajau indonesiana  [bdl] (Sulawesi in Indonesia)
    - Lingua bajau della costa occidentale [bdr] (Sabah in Malaysia)
    - Lingua mapun  [sjm] (Filippine)

  - Sulu Sama interne (3)
    - Lingua balangingi o bangingih sama [sse] (Filippine)
    - Lingua sama centrale [sml] (Filippine)
    - Lingua sama meridionale [ssb] (Filippine)

  - Sulu Sama orientali (1)
    - Lingua pangutaran sama [slm] (Filippine)